# 倍達国

倍達国
倍達國

ペダル（倍達（当て字）、ばいたつ、パクダル、朝: 배달국、Bae-Dal）とは、「朝鮮」の雅名の一つ。「神市」または「檀国」、「青丘」ともいう。倍達国にちなみ、朝鮮民族の美称として「倍達の民」「倍達民族」という語が用いられてきた。
『桓檀古記』など近代の偽書に出てくる超古代史説では、桓雄が桓国の一部を導いて黒竜江と白頭山の間を南下して立てた国で、桓雄18代がこれを治めたとする。